# 9 ربيع الآخر
- السبت
- الأحد
- الاثنين
- الثلاثاء
- الأربعاء
- الخميس
- الجمعة

- 2528 سبتمبر 2024
- 2629 سبتمبر 2024
- 2730 سبتمبر 2024
- 281 أكتوبر 2024
- 292 أكتوبر 2024
- 303 أكتوبر 2024
- 14 أكتوبر 2024
- 25 أكتوبر 2024
- 36 أكتوبر 2024
- 47 أكتوبر 2024
- 58 أكتوبر 2024
- 69 أكتوبر 2024
- 710 أكتوبر 2024
- 811 أكتوبر 2024
- 912 أكتوبر 2024
- 1013 أكتوبر 2024
- 1114 أكتوبر 2024
- 1215 أكتوبر 2024
- 1316 أكتوبر 2024
- 1417 أكتوبر 2024
- 1518 أكتوبر 2024
- 1619 أكتوبر 2024
- 1720 أكتوبر 2024
- 1821 أكتوبر 2024
- 1922 أكتوبر 2024
- 2023 أكتوبر 2024
- 2124 أكتوبر 2024
- 2225 أكتوبر 2024
- 2326 أكتوبر 2024
- 2427 أكتوبر 2024
- 2528 أكتوبر 2024
- 2629 أكتوبر 2024
- 2730 أكتوبر 2024
- 2831 أكتوبر 2024
- 291 نوفمبر 2024
- 302 نوفمبر 2024
- 13 نوفمبر 2024
- 24 نوفمبر 2024
- 35 نوفمبر 2024
- 46 نوفمبر 2024
- 57 نوفمبر 2024
- 68 نوفمبر 2024

9 ربيع الآخر أو 9 ربيع الثاني أو يوم 9 \ 4 (اليوم التاسع من الشهر الرابع) هو اليوم الثامن والتسعين من أيَّام السنة (أو التاسع والتسعين لو كان شهر صفر مُتممًا لليوم الثلاثين) وفق التقويم الهجري القمري (العربي). يبقى بعده 256 أو 257 يومًا لانتهاء السنة.

## أحداث
- 644هـ - تولِّي «جيوك خان» عرش إمبراطورية المغول، خلفًا لأبيه «أوقطاي خان» خاقان المغول الأعظم.
- 1183هـ - الجيش العثماني بقيادة حسن باشا الجزايرلي يلحق هزيمة نكراء بالجيش الروسي أمام قلعة خوتين الواقعة على نهر دنيستر والقريبة من بولونيا.
- 1327هـ - صدور مجلة «البرنسيس» النسائية في مدينة المنصورة، وكانت مجلة نسائية شهرية، أصدرتها سيدة تدعى «فطنت هانم».
- 1338هـ - صدور مجلة المرأة المصرية النسائية في القاهرة، أصدرتها «بلسم عبد الملك» بمساعدة «هدى شعراوي». وقد سجلت هذه المجلة خطوات الحركة النسائية المصرية، واحتضنت عددًا من الأقلام النسائية، وعرفت المصريات بأخبار النهضة النسائية في العالم.
- 1341هـ - أساتذة وطلاب جامعة الزيتونة يقومون بمسيرة إسلامية ضخمة ردًّا على مسيرة نظمها الفرنسيون احتفالاً بالذكرى المئوية لأحد المطارنة في تونس.
- 1360هـ - الإعلان عن استقلال إثيوبيا وذلك بعودة النجاشي هيلا سيلاسي.
- 1374هـ - محكمة الثورة بمصر تحكم على ستة من قيادات الإخوان المسلمين بالإعدام، وعلى سبعة آخرين بالسجن المؤبد وذلك بتهمه محاولة اغتيال الرئيس جمال عبد الناصر فيما عرف باسم حادثة المنشية.
- 1376هـ -
  - انضمام المغرب والسودان وتونس إلى الأمم المتحدة.
  - وقوع مذبحة خان يونس، التي نفذها الجيش الإسرائيلي بحق لاجئين فلسطينيين في مخيم خان يونس.
- 1398هـ - مجلس الأمن الدولي يصدر القرار 425 والمتعلق بترتيبات انسحاب الجيش الإسرائيلي من لبنان.
- 1404هـ - إعادة انتخاب الشاذلي بن جديد رئيسًا للجزائر.
- 1425هـ -
  - مقتل 45 شخصًا وإصابة أكثر من 300 آخرين في زلزال بلغت قوته 6.2 درجات بمقياس ريختر، وقع في إقليم مازاندران شمال إيران، وأسفر عن تدمير 80 قرية.
  - إشهار 37 جنديًّا كوريًّا جنوبيًّا إسلامهم في المسجد الرئيسي بالعاصمة سيول، حيث كانت لديهم خلفية عن الثقافة العربية، وقد تعرفوا على الإسلام خلال دورات دراسية في الثقافة والعادات العربية يقدمها الجيش الكوري.
  - مجلس الحكم العراقي يختار إياد علاوي رئيسًا للحكومة الانتقالية ريثما يتم إجراء انتخابات عامة في بداية السنة القادمة.
- 1428هـ - تنصيب السلطان ميزان زين العابدين حاكمًا أعلى على ماليزيا (يڠ دڤرتوان اݢوڠ) في احتفال أقيم بالقصر الملكي.
- 1436هـ - مقتل 32 جندياً ومدنياً مصرياً في هجمات دامية في سيناء.
- 1444هـ - نجاة رئيس الوزراء الباكستاني الأسبق عمران خان من محاولة اغتيال أسفرت عن مقتل شخص وإصابة 9 آخرين.

## مواليد
- 1292هـ - لبيبة أحمد، أول رئيسة لقسم الأخوات المسلمات في جماعة الإخوان المسلمين.
- 1302هـ - أديب لحود، كاتب مسرحي ومؤرخ ومدرس لبناني.
- 1355هـ - أحمد ياسين، مؤسس حركة المقاومة الإسلامية / حماس.
- 1358هـ - إسماعيل إبراهيم شتات، شاعر فلسطيني.
- 1362هـ - فؤاد السنيورة، رئيس وزراء لبنان.
- 1369هـ - حمد بن عيسى بن سلمان آل خليفة، ملك البحرين.
- 1375هـ - نجيب ميقاتي، رئيس وزراء لبنان.
- 1378هـ - حسين القلاف، سياسي كويتي.
- 1388هـ - إدريس الروخ، ممثل ومخرج مغربي.
- 1395هـ -
  - رشا شربتجي، مخرجة سورية.
  - عاطفة يحيى آغا، رئيسة كوسوفو.
- 1399هـ - ديمة الجندي، ممثلة سورية.
- 1405هـ -
  - إبراهيما كيتا، لاعب كرة قدم إيفواري.
  - دنيا سمير غانم، ممثلة مصرية.
- 1407هـ - علي مقصيد، لاعب كرة قدم كويتي.
- 1411هـ - يوسف المساكني، لاعب كرة قدم تونسي.

## وفيات
- 566هـ - أبو المظفر يوسف المستنجد بالله، الخليفة العباسي الثالث والثلاثين.
- 867 هـ - ابن الديري، فقيه حنفي وقاضي وشاعر مَقدَسي.
- 1307هـ - يوسف الأسير الحسيني، فقيه وقاضي شرعي وصحفي ومدرس وشاعر لبناني-عثماني.
- 1368هـ - علي الجارم، أديب وشاعر مصري.
- 1388هـ - عبد السلام النابلسي، ممثل لبناني من أصول فلسطينية.
- 1400هـ - أحمد أسعد الشقيري، سياسي فلسطيني وأول رئيس لمنظمة التحرير الفلسطينية ومؤسسها.
- 1420 هـ - الحسن الثاني، ملك المغرب.
- 1431هـ - المهدي بنونة، صحفي وسياسي ودبلوماسي مغربي.

## وصلات خارجية
- موقع قصة الإسلام: حدث في شهر ربيع الأوَّل.